# Nédocromil
Le nédocromil est un médicament utilisé dans l'allergie.

## Mode d'action
Il s'agit d'un stabilisateur de mastocytes, qui diminue la libération d'histamine.

## Usage médical
Est un médicament utilisé pour traiter la conjonctivite allergique. Le médicament est utilisé comme collyre.

## Effets secondaires
Les effets secondaires de ce médicament comprennent des maux de tête, des yeux irrités et un nez bouché. Il n’existe aucune preuve d’effet nocif lié à son utilisation de ce médicament pendant la grossesse.

## Histoire
Le médicament  a été approuvé pour un usage médical aux États-Unis en 1999. Aux États-Unis, il en coûte environ 230 dollars américains pour un flacon de 5 ml.